# White Lion
White Lion est un groupe de glam metal américain, originaire de New York. Il est formé en 1982 par Mike Tramp et Vito Bratta, et principalement actif dans les années 1980 et début des années 1990, avec la publication d'un premier album, Fight to Survive, en 1985. Le groupe atteint le succès avec les chansons Wait et When the Children Cry, issues de leur deuxième album, Pride, qui sera certifié double disque de platine. Le groupe poursuit son chemin dans le succès avec son troisième album, Big Game, qui est certifié disque d'or, et son quatrième album, Mane Attraction. White Lion se sépare en 1992, peu après la sortie de leur compilation The Best of White Lion.
Mike Tramp reforme White Lion avec de nouveaux musiciens en 1999, et ne parvient pas à faire venir la formation originale. Le nouveau White Lion publie un album live en 2005, et un nouvel album studio, Return of the Pride, en 2008, avant de se séparer à nouveau en 2013.

## Biographie

### Fight to Survive
Après avoir déménagé du Danemark à l'Espagne, puis à New York en 1983, le chanteur Mike Tramp (ancien des groupes Mabel et Studs) fait la rencontre du guitariste de Staten Island, Vito Bratta (anciennement Dreamer), et décident de former un groupe. Ils recrutent le batteur Nicki Capozzi et le bassiste Felix Robinson (anciennement Angel) pour former le groupe White Lion,.
White Lion signe sur Elektra Records en 1984 et enregistre un premier album Fight to Survive. Elektra étant mécontent de cet enregistrement final, la firme va refuser de sortir l'album et mettre fin à leur contrat. Capozzi et Robinson vont alors quitter le groupe. Nicki Capozzi va être remplacé par l'ancien batteur d'Anthrax, Greg D'Angelo et Felix Robinson va être remplacé par le bassiste Dave Spitz (frère du guitariste Dan Spitz d'Anthrax). Moins d'un mois après cette reformation, Dave Spitz part jouer de la basse avec Black Sabbath et est remplacé par James LoMenzo. Fight to Survive atteint la 151e place du Billboard 200.
L'album Fight to Survive va finalement être ré-enregistré avec le nouveau line-up et publié au Japon par RCA Records en 1984. Le petit label indépendant US Grand Slam Records va se battre pour survivre. Quelques mois plus tard, Grand Slam Records fait faillite. Au début de 1986, White Lion avec un membre féminin est entendu dans un film de Tom Hanks / Shelley Long The Money Pit.

### Pride
Au début de 1987, le groupe signe au label Atlantic Records. Ils sortent l'album Pride le 21 juin 1987. Une première chanson Wait, tirée de l'album, sort le 1er juin 1987. Il n'atteindra les charts qu'après sept mois. Une tournée commence en juillet 1987, White Lion accompagnant Ace Frehley's Comet 80s groupe Frehley's. Pendant une année et demie, ils feront des tournées incessantes. Ils joueront l'ouverture, pour des groupes comme Aerosmith, Ozzy Osbourne, Stryper et Kiss. En janvier 1988, White Lion réalisera l'ouverture pour AC/DC sur leur Blow Up Your Video, tournée US.
Pendant la tournée avec AC/DC, l'album Pride, comportant la chanson à succès Wait, est publié. En raison en grande partie de sa fréquente diffusion sur MTV, Wait se classe huitième au classement des chansons, et l'album Pride se hisse au no 11 des charts. Pride restera sur le Top 200 des charts du Billboard pendant une année complète, et est certifié double disque de platine. En août 1988, la seconde chanson de l'album, Tell Me, se hisse à la 58e place.  White Lion joue au club Ritz à New York. Le spectacle est filmé et diffusé plus tard sur MTV. La troisième chanson, une ballade acoustique intitulée When the Children Cry, de l'album Pride arrive troisième des classements, avec de nombreux passages sur MTV. Cela leur permet d'être parmi les 20 albums de hard rock à avoir eu de multiples hits classés Top 10.
Le succès de When the Children Cry va pousser les ventes de Pride à près de deux millions. En outre, Vito Bratta est reconnu pour ses talents instrumentaux. Il accumule de bonnes critiques comme guitariste à la fois dans les magazines Guitar World et le Guitar for the Practicing Musician[réf. nécessaire]. Au printemps 1989, la tournée Pride prend fin, et ils commencent immédiatement à travailler sur leur prochain album Big Game et Mane Attraction.

### Big GameetMane Attraction
En août 1989, White Lion sort un troisième album, Big Game, composé d'une musique éclectique. Il contient les titres Little Fighter (52e), Cry for Freedom, et une reprise Radar Love de Golden Earring (59e). L'album devient rapidement disque d'or se hissant 19e des charts.
Après deux années d'écriture et l'enregistrement, un nouvel album Mane Attraction sort et se classe no 61. Après une brève tournée de promotion de Mane Attraction, Tramp et Bratta décident d'arrêter le groupe. Leur dernier spectacle aura lieu à Boston à la Manche en septembre 1991. Greg D'Angelo et James LoMenzo quittent le groupe à cause de divergences musicales, mais le groupe se compose toujours du bassiste Tommy T-Bone Caradonna et du batteur Jimmy DeGrasso (Megadeth, Alice Cooper, Suicidal Tendencies, Y&T, Fiona),.

### Reformation et séparation
En octobre 2003, Tramp annonce une réunion de White Lion avec les membres originels. Cette annonce est rapidement démentie par les autres membres. Plus tard, Tramp expliquera que Vito Bratta aurait souhaité une réunion. À cause d'un agenda surchargé, Tramp tente de reformer un « nouveau White Lion » avec les anciens membres James LoMenzo et Jimmy DeGrasso, ainsi que Warren DeMartini de Ratt. Vito Bratta le traine en justice pour usage illégal du nom du groupe. Tramp explique ensuite qu'il n'y aura jamais de réunion du groupe comme à ses débuts. À la fin de 2004, Mike Tramp organise un autre groupe de musiciens inconnus sous le nom de Tramp's White Lion' ; ce geste n'empêche pas pour autant les poursuites judiciaires pour le nom.
Le groupe annule plusieurs concerts en 2005. Tramp's White Lion joue des dates en Europe, incluant la Suède, la Norvège, l'Espagne, la Grèce, l'Italie, la Turquie, les Pays-Bas, la Belgique et le Danemark. En 2005, un DVD concert anthologique est publié, suivi par l'album Anthology 83–89 en 2006. Les 6 et 7 avril 2007, aux L'Amours Reunion Shows de New York, Bratta apparaît pour la première fois sur scène en 15 ans.
Pendant la nouvelle inactivité de White Lion, Tramp se consacre à sa carrière solo, publiant l'album Mike Tramp and The Rock 'N' Roll Circuz en 2009, qui atteint la 16e place des classements danois et comprend les singles All of My Life et Come On. En 2011, Tramp publie l'album solo Stand Your Ground comprenant les singles Distance et Hymn To Ronnie, une chanson qui rend hommage au chanteur Ronnie James Dio, décédé le 6 mai 2010.
Le 8 avril 2013, Tramp publie l'album orienté rock folk acoustique Cobblestone Street qui atteint la 21e place des classements danois et comprend les singles New Day et Revolution. En tournée pour la promotion de son album solo, Tramp annonce qu'il n'y a plus de White Lion,. En août 2014, Tramp publie l'album Museum qui atteint la 3e place des classements danois et comprend les singles Trust in Yourself, accompagné d'une vidéo réalisée par son fils Dylan et Freedom. Après cette sortie, Tramp confirme encore une fois la déchéance de White Lion.

## Membres

### Derniers membres
- Mike Tramp - chant (1983–2013)
- Jamie Law - guitare (2004–2013)
- Troy Patrick Farrell - batterie (2004–2013)
- Claus Langeskov - basse (2004–2013)
- Henning Wanner - clavier (2004–2013)

### Anciens membres
- Joe Hasselvander - batterie (1983)
- Vito Bratta - guitare (1983–1992)
- Nicki Capozzi - batterie (1983–1984)
- Felix Robinson - basse (1983–1984)
- Dave Spitz - basse (1984)
- James LoMenzo - basse (1984–1991)
- Greg D'Angelo - batterie (1984–1991)
- Jimmy DeGrasso - batterie (1991–1992)
- Tommy T-Bone Caradonna - basse (1991–1992)
- Kasper Damgaard - guitare (1999–2003)
- Dan Hemmer - organe Hammond B-3 (1999–2003)
- Nils Kroyer - basse (1999–2003)
- Bjarne T. Holm - batterie (1999–2003)

## Discographie
- 1984 : Fight to Survive
- 1987 : Pride
- 1989 : Big Game
- 1991 : Mane Attraction
- 1999 : Remembering White Lion
- 2008 : Return of the Pride